# 薩摩川内高江インターチェンジ

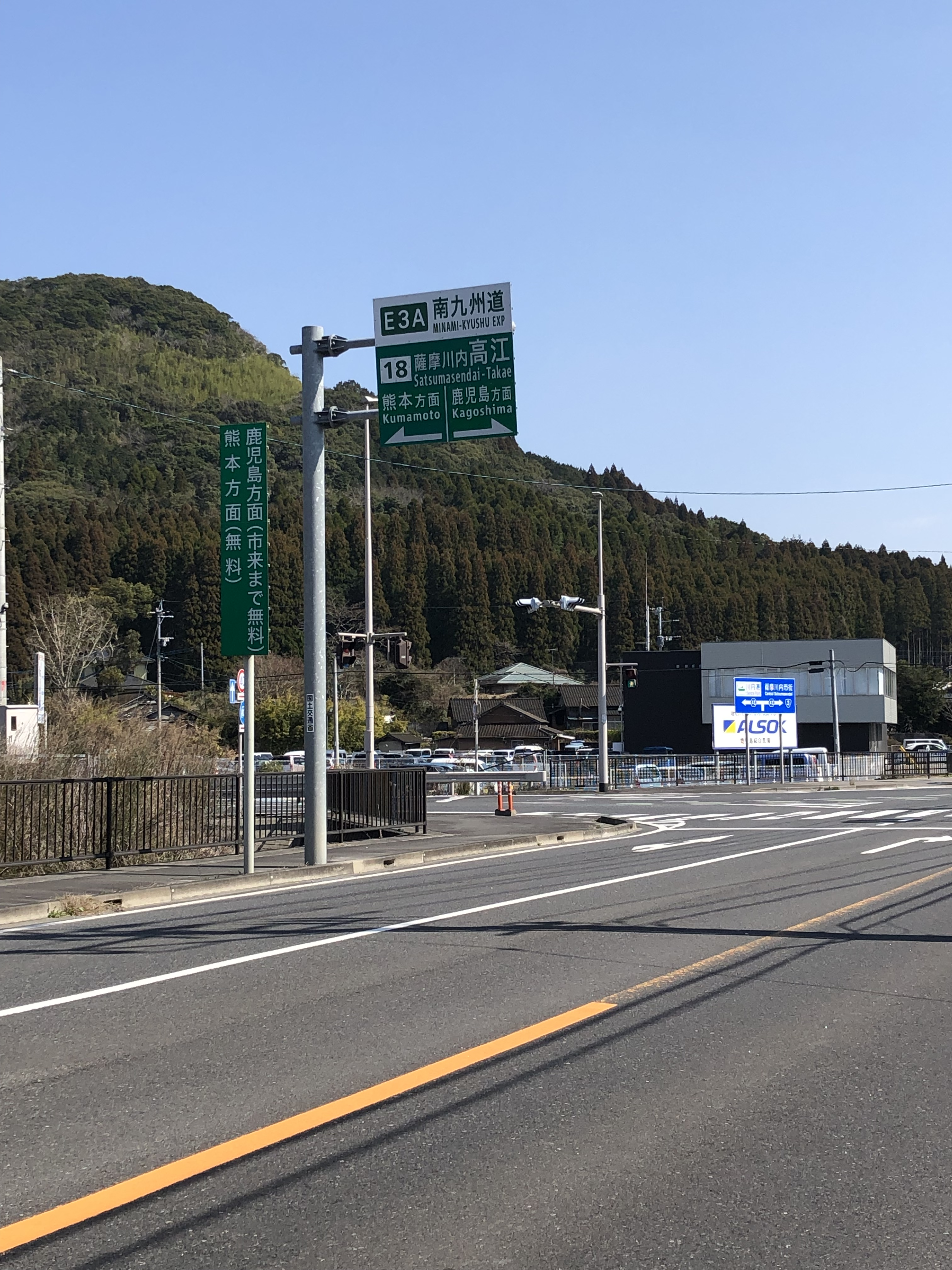
入口にある標識

薩摩川内高江インターチェンジ（さつませんだいたかえインターチェンジ）は、鹿児島県薩摩川内市高江町にある南九州西回り自動車道（川内隈之城道路）のインターチェンジである。

## 概要
2008年3月15日に、川内隈之城道路の全区間となる薩摩川内水引IC（仮称：川内IC） - 薩摩川内都IC（仮称：隈之城IC）間の建設に着手し、2013年3月10日に八代方面の薩摩川内水引IC - 薩摩川内高江IC間が、2015年3月7日に鹿児島方面の薩摩川内高江IC - 薩摩川内都IC間が開通した。

## 道路
- E3A 南九州西回り自動車道（川内隈之城道路）

## 歴史
- 2006年（平成18年）2月5日 : 南九州西回り自動車道「川内～隈之城間」の事業着手式が行われ、事業着手。
- 2008年（平成20年）3月15日 : 用地取得が終了した川内IC（仮称） - 高江IC（仮称）間の着工開始。
- 2012年（平成24年）8月24日 : IC名称が「高江IC（仮称）」から「薩摩川内高江IC」に正式決定[4]。
- 2013年（平成25年）3月10日 : 薩摩川内水引IC - 薩摩川内高江IC間開通に伴い供用開始[2][1]。
- 2015年（平成27年）3月7日 : 薩摩川内高江IC - 薩摩川内都IC間開通[3]。

## 接続する道路
- 鹿児島県道43号川内串木野線

## 周辺
- 南方神社
- 薩摩川内市立峰山小学校
- 川内川宮里公園

## 隣
E3A 南九州西回り自動車道（川内隈之城道路）
(17)薩摩川内水引IC - (18)薩摩川内高江IC - (19)薩摩川内都IC